# Артак Зейналян
Артак Айказович Зейналя́н (вірм. Արտակ Հայկազի Զեյնալյան; 9 вересня 1969, Єреван, Вірменська РСР) — вірменський політичний і державний діяч.

## Життєпис
Народився 9 вересня 1969 у Єревані.
Після закінчення школи служив в армії.
1989—1996 — навчання в Єреванському медичному інституті на лікувальному факультеті.
1996—1999 — ординатура в національному інституті охорони здоров'я, спеціальність — хірург, організатор охорони здоров'я.
1999—2002 — академія управління Вірменії, кваліфікація держслужбовця, спеціаліст з державного управління та місцевого самоврядування.
1986—1998 — працював в інституті хірургії імені Мікаеляна, санітаром, медбратом, лікарем.
1991—1996 — брав участь у боях на кордонах Вірменії і в Нагірному Карабасі. Був поранений, отримав другу групу інвалідності.
1998—2001 — заступник міністра охорони здоров'я Вірменії.
1999, 2003 — висував кандидатуру на виборах у парламент. Є автором та співавтором багатьох законопроєктів у сфері охорони здоров'я.
З 2001 — член правозахисної організації «Танік» та громадської Ради захисту прав та основоположних свобод людини.
Є автором низки позовів до Європейського суду з прав людини.
2004 — на запрошення програми Держдепу «Міжнародні відвідувачі» брав участь у президентській передвиборчій кампанії США.
Член політради партії «Республіка».
З 2018 року — міністр юстиції Вірменії.